# Jarosław Rominkiewicz
Jarosław Bogumił Rominkiewicz (ur. 1962) – Profesor nauk prawnych, Profesor zwyczajny w Instytucie Historii Państwa i Prawa Wydziału Prawa, Administracji i Ekonomii Uniwersytetu Wrocławskiego.

## Życiorys
W 1986 ukończył studia filologii klasycznej na Uniwersytecie Wrocławskim, 17 maja 1993 obronił pracę doktorską Adopcja i dziedziczenie w świetle mów Isajosa, 23 lutego 2004 habilitował się na podstawie pracy zatytułowanej Opieka nad męskimi pupilami w prawie ateńskim. 27 marca 2014 nadano mu tytuł profesora w zakresie nauk prawnych.
Objął funkcję profesora nadzwyczajnego w Instytucie Historii Państwa i Prawa na Wydziale Prawa, Administracji i Ekonomii Uniwersytetu Wrocławskiego.